# گدیوی
گدیوی (به لاتین: Guédiawaye Department) یک منطقهٔ مسکونی در سنگال است که در ناحیه داکار واقع شده‌است. گدیوی ۱۳ کیلومتر مربع مساحت و ۳۲۹٬۶۵۹ نفر جمعیت دارد.